# Meioneta unicornis
Meioneta unicornis är en spindelart som beskrevs av Tao, Li och Zhu 1995. Meioneta unicornis ingår i släktet Meioneta och familjen täckvävarspindlar. Inga underarter finns listade i Catalogue of Life.